# 皇后城 (愛荷華州)
皇后城（英語：Queen City）是位於美國愛荷華州亞當斯縣的一個鬼鎮。由於此地已於1854年被荒廢，本地已無人居住。

## 地理
皇后城的座標為41°00′15″N 94°42′10″W / 41.00417°N 94.70278°W，而該地的平均海拔高度為350米（即1158英尺）。